# Il magnifico West
Il magnifico West ist ein Italowestern, den Gianni Crea 1972 inszenierte. Der sehr preiswert hergestellte Film war im deutschsprachigen Raum bislang nicht zu sehen.

## Handlung
Der junge Revolverheld Texas Bill und sein bewährter Partner und Freund Pistola beschützen einen Gasthausbesitzer und dessen Tochter Mary vor den Anfeindungen zweier Banditen; Jahre zuvor hatten sie bereits die Brüder Fred und Jim vor dem ungerechtfertigten Aufhängen bewahren können. Diese guten Taten erregen den Ärger des Gangsterbosses Martin, der die Gegend um Tucson mit seinem Terror überzieht. Er versucht, die beiden loszuwerden und sorgt dafür, dass Texas Bill ins Gefängnis kommt; Pistola aber kann ihn befreien und beide tun sich mit einigen Farmern zusammen, die sich in einiger Entfernung von Tucson niedergelassen haben. Unterstützt von diesen, können sie die Bande von Martin dezimieren und die Macht des Gangsterbosses beenden. Texas Bill und Mary reiten neuen Abenteuern entgegen.

## Kritik
„Der Film ist einer der schlechteren „komischen“ Western, da er keine narrative Entwicklung nimmt, sondern einfach endlose Schießereien und Handgreiflichkeiten aneinanderreiht. Auch präsentiert er keine moralisch verwerflichen Handlungselemente.“ Christian Keßler sarkastisch: „Die Leute krauchen wieder stundenlang sinnlos durch die Gegend, und nicht besonders fesselnde Einzelheiten werden in minutiöser Aufbereitung dem Zuschauer nahegebracht.“

## Bemerkungen
Gedreht wurde der Film in Ostia und Tor di Valle. Im Film deutlich sichtbar ist eine Hochspannungsleitung.